# سكروة (مقام لنجة)
سکروة (بالفارسية: شکروییه) هي قرية تقع في إيران في دهستان مقام. يقدر عدد سكانها بـ 133 نسمة .